# Roger Tsien

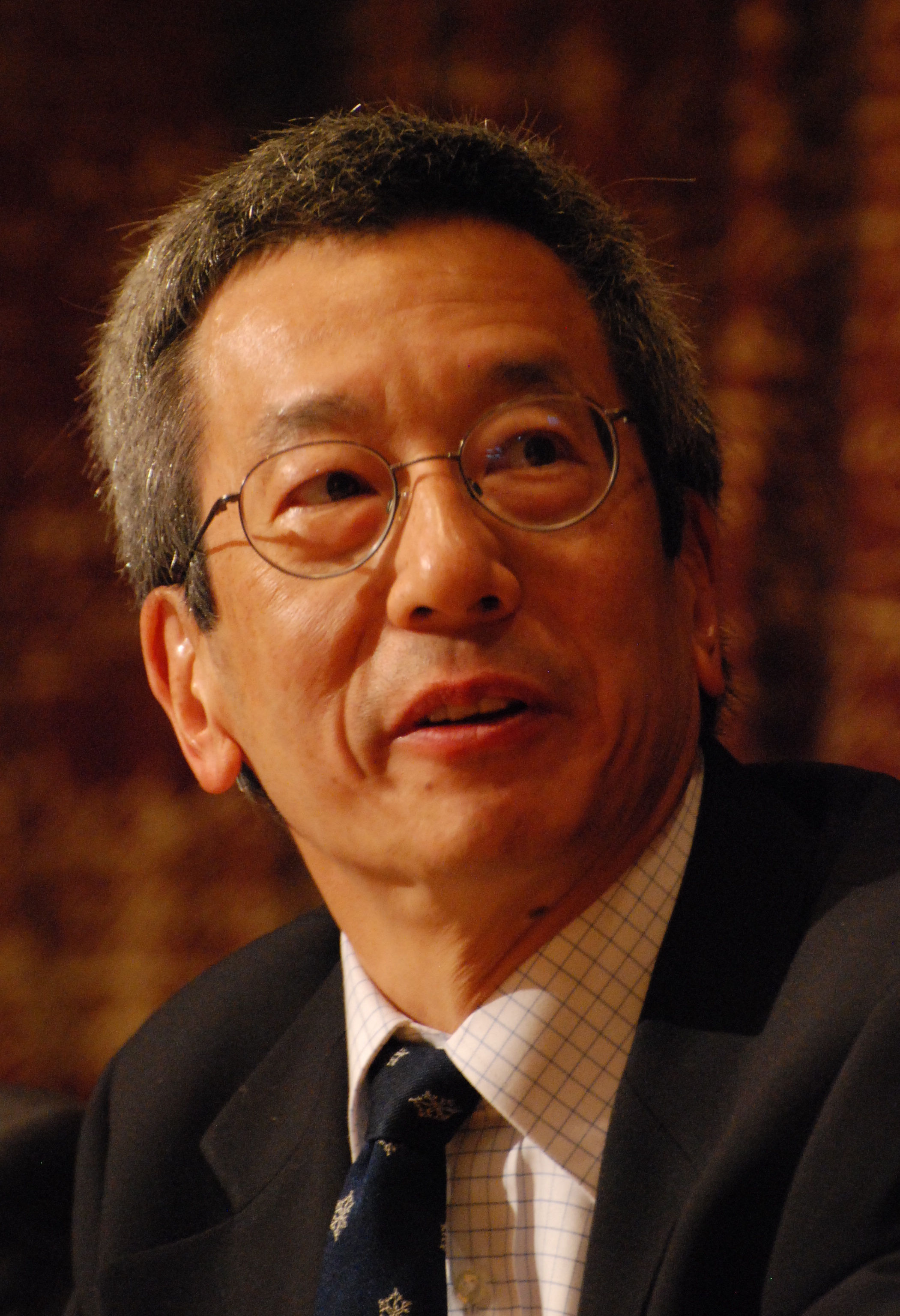
Roger Tsien (2008)

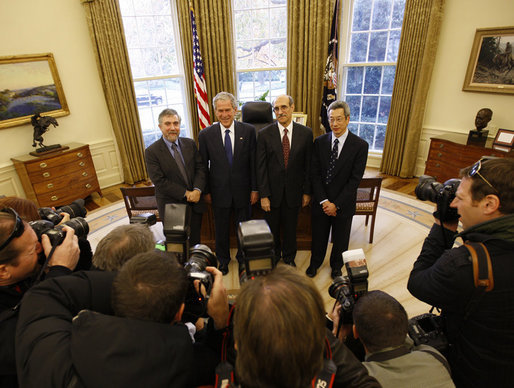
George W. Bush trifft drei Nobelpreisträger des Jahres 2008. Roger Tsien steht ganz rechts.

Roger Yonchien Tsien (* 1. Februar 1952 in New York City, New York; † 24. August 2016 in Eugene, Oregon) war ein US-amerikanischer Zellbiologe chinesischer Abstammung und gemeinsam mit Osamu Shimomura und Martin Chalfie Träger des Nobelpreises für Chemie 2008.

## Leben und Werk
Roger Tsien wurde als dritter Sohn des Ingenieurs Hsue-Chu Tsien und der Krankenschwester Yi-Ying Tsien, geb. Li, in New York City geboren. Er wuchs in New Jersey Livingston auf. Sein ältester Bruder Richard Winyu Tsien ist Neurobiologe an der Stanford University. Der Luftfahrtingenieur Tsien Hsue-shen ist der Cousin seines Vaters.
Bereits als Schüler führte Tsien zu Hause chemische Experimente durch. 1968 gewann er den ersten Preis der Westinghouse Science Talent Search für Untersuchungen zur Bindung von Metallen an Thiocyanate. Er studierte Chemie und Physik an der Harvard University, wo er 1972 seinen Bachelor machte. Dann studierte er mit einem Marshall-Stipendium beim Physiologen Richard Adrian am Churchill College der University of Cambridge, wo er 1977 promoviert wurde. Anschließend war er Post-Doktorand am Gonville and Caius College. 1981 wechselte er als Assistenzprofessor an die Abteilung Physiologie und Anatomie der University of California, Berkeley. 1985 bis 1987 war er dort außerplanmäßiger Professor und 1987 bis 1989 ordentlicher Professor. Seit 1989 war er Professor für Pharmakologie, Chemie und Biochemie an der University of California, San Diego und Forscher am Howard Hughes Medical Institute. Gastprofessuren führten ihn 1991 ans Massachusetts Institute of Technology (MIT) und 2003 an die University of Cambridge.

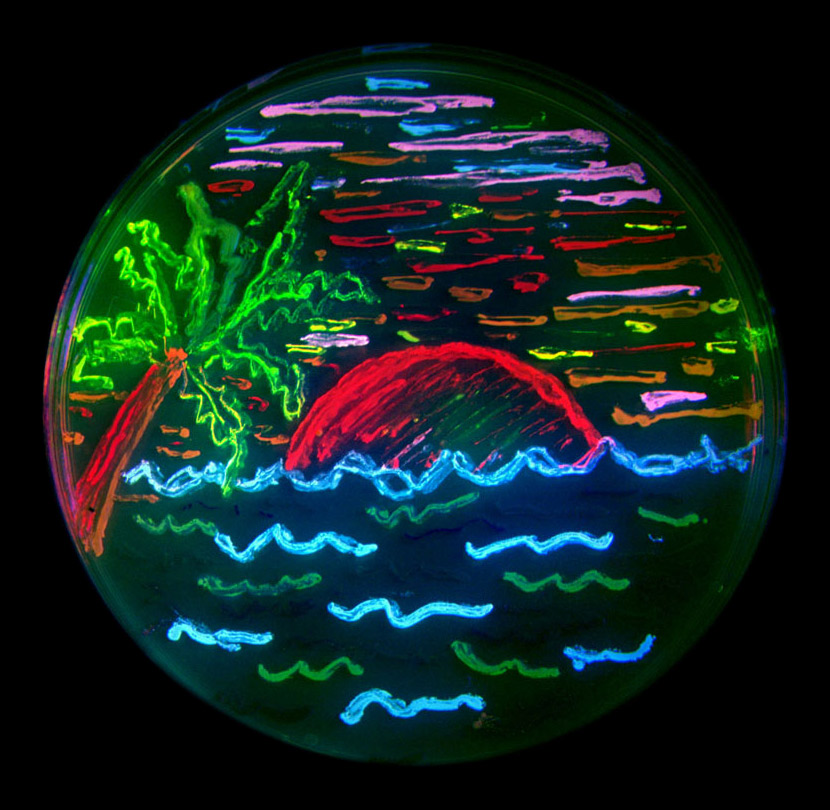
Acht verschiedene in Tsiens Labor entwickelte fluoreszierende Proteine

Tsien arbeitete auf dem Gebiet der bildgebenden Zellbiologie. So schuf er Fluoreszenzfarbstoffe, um das zelluläre Calcium sichtbar zu machen. Dazu entwickelte er Stoffe, die durch die Zellmembran eindringen können, sodass die Bewegung des Calciums auch in lebenden Zellen untersucht werden konnte. Später verbesserte er die Eigenschaften des Farbstoffs und nutzte ähnliche Verfahren, um Natrium und cyclisches Adenosinmonophosphat nachzuweisen. Um das Zusammenspiel zweier mit Fluoreszenzfarbstoffen gekennzeichneter Moleküle zu studieren, verwendete er den Fluoreszenz-Resonanzenergietransfer. Sein vielleicht bekanntester Beitrag war die Bereitstellung verschiedener Varianten des grün fluoreszierenden Proteins (GFP) und deren Nutzung. Später änderte er seinen Forschungsschwerpunkt auf die Abbildung und die Behandlung von Krebstumoren. Dazu entwickelte er ein U-förmiges Peptid, das – mit einem bildgebenden Molekül oder einem Medikament bestückt – spezifisch von der Krebszelle aufgenommen wird. Es handelt sich dabei um ein sogenanntes aktivierbares zellpenetrierendes Peptid (engl. cell penetrating peptide, CPP).
Am 30. Juli 1982 heiratete er Wendy M. Globe. Tsien starb im August 2016 im Alter von 64 Jahren während einer Tour mit seinem Motordreirad in Eugene, Oregon, aus bislang nicht veröffentlichter Ursache.

## Veröffentlichungen
Tsien veröffentlichte mehr als 100 Aufsätze und erwarb mehr als 60 Patente.
- The design and use of organic chemical tools in cellular physiology. Dissertation, Cambridge 1976

## Auszeichnungen
- 1986 Lamport Prize (New York Academy of Sciences)
- 1989 Javis Neuroscience Investigator Award (National Institute of Neurological Disorders and Stroke)
- 1991 Young Scientist Award (Passano Foundation)
- 1991 W. Alden Spencer Neurobiology Award (Columbia University)
- 1995 Gairdner Foundation International Award (Kanada)
- 1995 Artois-Baillet Latour Health Prize (Belgien)
- 1995 Basic Research Prize (American Heart Association)
- 1995 Ehrendoktorwürde der Katholischen Universität Löwen
- 1997 Faculty Research Lectureship (University of California, San Diego)
- 1998 EG&G Wallac Award for Innovation in High Throughput Screening (The Society for Biomolecular Screening)
- 2000 Herbert Sober Lectureship (American Society for Biochemistry and Molecular Biology)
- 2000 Pearse Prize (Royal Microscopic Society)
- 2002 Max-Delbrück-Medaille (Zentrum für Molekulare Medizin, Berlin)
- 2002 ACS Award for Creative Invention (American Chemical Society)
- 2002 Christian B. Anfinsen Award (Protein Society)
- 2002 Dr. H. P. Heinecken Prize for Biochemistry and Biophysics (Koninklijke Nederlandse Akademie van Wetenschappen)
- 2003 Keith R. Porter Lecture
- 2004 Wolf-Preis in Medizin (Israel)
- 2004 Keio Medical Science Prize (Keiō-Universität)
- 2004 Perl-UNC Neuroscience Prize
- 2006 Association Biomolecular Resource Facilities Award
- 2006 Lewis S. Rosenstiel Award for Distinguished Work in Basic Medical Science
- 2008 Nobelpreis für Chemie
- 2023 Aufnahme in die National Inventors Hall of Fame (posthum)

## Mitgliedschaften
- 1998 National Academy of Sciences
- 1995 Institute of Medicine
- 1998 American Academy of Arts and Sciences
- 2006 Auslandsmitglied der Royal Society
- European Molecular Biology Organization
- Phi Beta Kappa